# Bombardement de Prague du 14 février 1945
Le bombardement de Prague est une opération de la seconde Guerre mondiale menée le 14 février 1945 par les US Army Air Forces.
Il a été causé par une erreur de navigation d'un groupe de bombardiers participant au bombardement de Dresde. Le bilan humain final de cette attaque est de 701 morts ainsi que 1 184 blessés.

## Déroulement

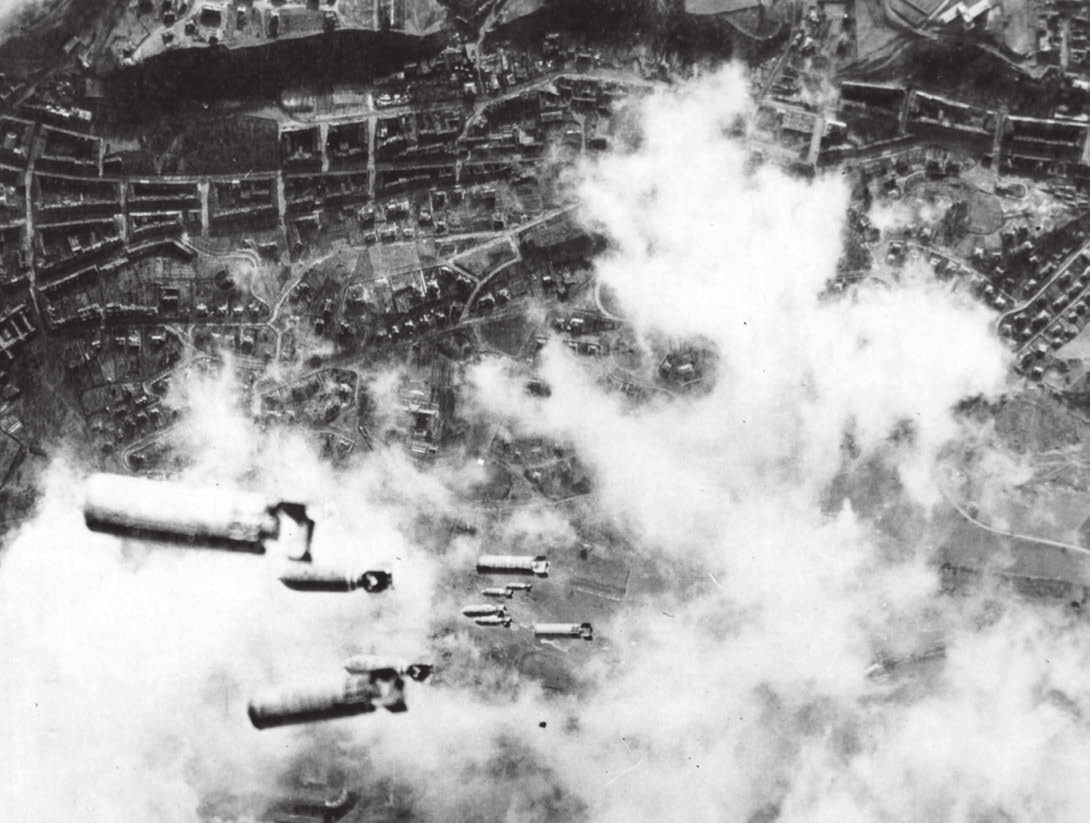
Lâcher de bombes sur Smíchov vu depuis un bombardier américain.

Lors du bombardement de Dresde, le 14 février 1945, une partie de la 8th Air Force, à la suite d'une erreur de navigation à l'estime, survole Prague alors capitale du Protectorat de Bohême-Moravie au lieu de Dresde. La ville ne faisait pas partie des cibles alternatives éventuelles, mais l'erreur est due à une forte couverture nuageuse ainsi qu'un vent très fort de près de 160 km/h, ainsi qu'une panne du système radar. 62 B-17 du 398e et 91e groupes de bombardement déversent, à partir de 12h24 et en cinq minutes, environ huit mille bombes d'un poids total de 152,5 tonnes, suivant la technique du tapis de bombes. Les bombes tombent sur Radlice, Jinonice et Smíchov avant d'atteindre Nové Město et Vinohrady,,.

## Destructions

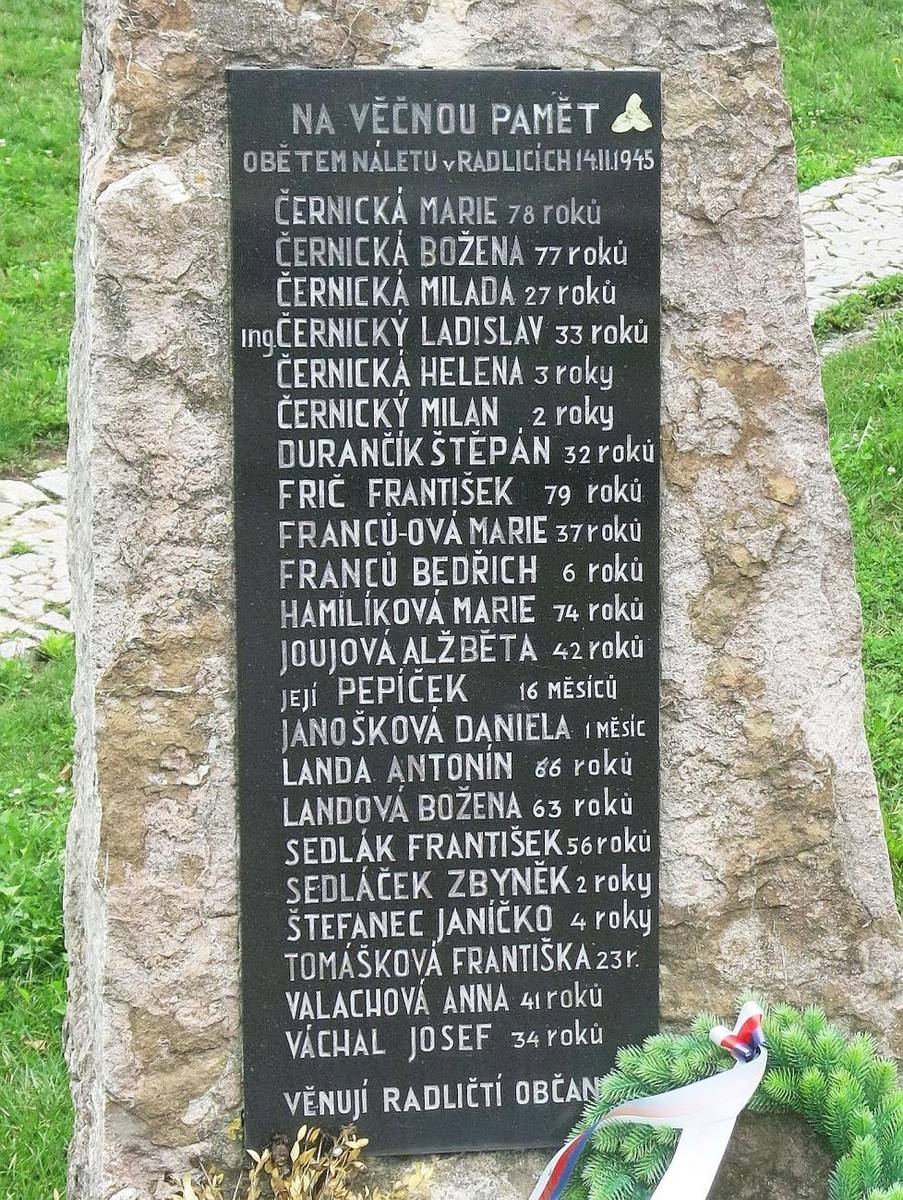
Stèle commémorative aux victimes du bombardement.

Les sirènes retentissent très tardivement, les avions n'ayant pas été détectés. D'autre part, les Pragois n'ont pas été habitués aux bombardements, n'ayant alors subi durant la guerre qu'un unique raid d'un avion sur la centrale électrique de Holešovice le 15 novembre 1944. Les sirènes retentissaient fréquemment du fait du survol fréquent de la capitale par des escadres alliées, mais qui n'attaquaient jusque-là pas,.
Toutes les fenêtres des quartiers touchés sont brisées, le verre brisé occasionnant de nombreuses blessures aux habitants. Un premier bilan fait état de 413 morts, 1 455 blessés et 88 disparus, mais le bilan final s'élève à 701 morts et 1 184 blessés. Certains corps ne sont retrouvés qu'en 1971.
Entre 68 et 93 maisons sont complètement détruites, 190 à 256 autres sérieusement endommagées et plus de deux mille subissent des dommages mineurs ; environ onze mille habitants de la ville se retrouvent sans domicile du fait du bombardement,.
En particulier, la synagogue (cs) de Vinohrady est touchée, et les autorités nazies interdisent aux habitants d'y éteindre l'incendie allumé par les bombes. Les clochers et la voûte de l'église Notre-Dame de Slovénie ainsi que trois bâtiments hospitalires sont également détruits, la Maison de Faust, le pont Palacký et la villa Gröbe endommagés ; une quarantaine de rames du tramway sont également touchées plus ou moins gravement.

## Réactions et conséquences
Du côté américain, l'erreur est perçue dès l'attaque elle-même par certains pilotes, et le chef navigateur Harold Brown est rapidement destitué de son poste. Les membres du  398e groupe se voient interdire toute communication à propos de cette attaque. Les pilotes, de leur côté, ainsi que des historiens tchèques, blâment surtout le chef d'escadre Lewis P. Ensign, qui ordonne le bombardement alors qu'il est en mesure de constater que la ville qu'il survole n'a pas subi le moindre bombardement contrairement à Dresde,,.
La propagande nazie utilise immédiatement le bombardement en affirmant son « caractère terroriste » du fait des impacts sur les seuls quartiers civils, notamment « de nombreux immeubles d'habitation, plusieurs hôpitaux, cliniques pour femmes et hôpitaux pour enfants […] ainsi que des bâtiments présentant une valeur culturelle ».
La propagande soviétique utilise également le bombardement de Prague pour discréditer les Américains.
Les dernières traces des destructions perdurent jusque dans les années 1990. En l'an 2000, quatre anciens membres du groupe de bombardier viennent demander pardon en se présentant à l'abbaye d'Emmaüs, mais le prieur Vojtech Engelhart leur répond que le monastère a plus souffert des quarante années d'occupation soviétique que du bombardement de 1945.